# Deutsche Fünfkampf-Meisterschaft 1947

Veranstaltungsort: Düsseldorf

Die Deutsche Fünfkampf-Meisterschaft 1947 war eine Billard-Turnierserie und fand zum fünften Mal vom 19. bis 23. November in Düsseldorf statt.

## Geschichte
In der ersten Fünfkampf-DM nach dem Zweiten Weltkrieg konnte Ex-Weltmeister August Tiedtke seinen dritten Titel feiern. Er wurde überlegen Meister vor Siegfried Spielmann und Gerd Thielens.

## Modus
Reihenfolge der Endrechnung in der Abschlusstabelle:
1. PP = Partiepunkte
2. VGD = Verhältnismäßiger Generaldurchschnitt
3. MP = Matchpunkte
4. BVED = Bester Einzel Verhältnismäßiger Durchschnitt

Bei der Berechnung des VGD wurden die erzielten Punkte in folgender Weise berechnet:
Freie Partie: Distanz 200 Punkte (erzielte Punkte mal 1)
Cadre 45/2: Distanz 150 Punkte (erzielte Punkte mal 2)
Einband: Distanz 50 Punkte (erzielte Punkte mal 9)
Cadre 71/2: Distanz 100 (Punkte erzielte Punkte mal 3)
Dreiband: Distanz 20 Punkte (erzielte Punkte mal 40)
Alle Aufnahmen wurden mal 1 gewertet.
Der Fünfkampf wurde auch in dieser Spielfolge gespielt.
In der Endtabelle wurden die erzielten Partiepunkte vor den Matchpunkten und dem VGD gewertet.

## Abschlusstabelle
| Legende | Legende                                       |
| --- | --------------------------------------------- |
| Abk. | Bedeutung                                     |
| Pkt. | erzielte Punkte                               |
| Aufn. | benötigte Aufnahmen                           |
| ED | Einzeldurchschnitt                            |
| GD | Generaldurchschnitt                           |
| VGD | Verhältnismässiger Generaldurchschnitt        |
| BMD | Bester Mannschaftsdurchschnitt                |
| BED | Bester Einzeldurchschnitt                     |
| BSD | Bester Satzdurchschnitt                       |
| BEVD | Bester Einzel Verhältnismässiger Durchschnitt |
| HS | Höchstserie                                   |
| MP | Match Points                                  |
| PP | Partie Punkte                                 |
| G-U-V | Gewonnen-Unentschieden-Verloren               |
| SV | Satzverhältnis                                |
| WRP | Weltranglistenpunkte                          |
| | 1. Platz (Gold)                               |
| | 2. Platz (Silber)                             |
| | 3. Platz (Bronze)                             |
| | Bester GD des Turniers/Runde                  |
| | Bester VGD des Turniers/Runde                 |
| | Bester ED des Turniers/Runde                  |
| | Bester BVGD des Turniers/Runde                |
| | Beste HS des Turniers/Runde                   |
| (Evtl. finden nicht alle Begriffe Anwendung oder einige sind nicht aufgeführt. Diese können in der Liste der Karambolage-Begriffe nachgesehen werden.) |                                               |

| Endklassement | Endklassement                   | Endklassement | Endklassement | Endklassement | Endklassement |
| Platz         | Name                            | PP            | MP            | VGD           | BVED          |
| ------------- | ------------------------------- | ------------- | ------------- | ------------- | ------------- |
| 1             | August Tiedtke (Düsseldorf)     | 50:10         | 12:0          | 35,33         | 47,67         |
| 2             | Siegfried Spielmann (Immigrath) | 37:23         | 6:6           | 24,21         | 35,96         |
| 3             | Gerd Thielens (Gelsenkirchen)   | 35:25         | 10:2          | 22,90         | 26,00         |
| 4             | Werner Sorge (Hamburg)          | 34:26         | 8:4           | 20,72         | 25,01         |
| 5             | Josef Bolz (Köln)               | 29:31         | 4:8           | 17,92         | 19,30         |
| 6             | Karl Grond (Wattenscheid)       | 15:45         | 2:10          | 15,42         | 15,92         |
| 7             | ? Schnoor (Hamburg)             | 10:50         | 0:12          | 14,79         | -             |

## Disziplintabellen
| Platz | Name                | MP   | Pkte. | Aufn. | GD    | BED    | HS  |
| ----- | ------------------- | ---- | ----- | ----- | ----- | ------ | --- |
| 1     | Siegfried Spielmann | 12:0 | 1200  | 19    | 63,15 | 200,00 | 200 |
| 2     | August Tiedtke      | 8:4  | 849   | 22    | 38,59 | 200,00 | 200 |
| 3     | Gerd Thielens       | 8:4  | 874   | 39    | 22,41 | 40,00  | 135 |
| 4     | Karl Grond          | 5:7  | 251   | 59    | 12,72 | 28,57  | 167 |
| 5     | Werner Sorge        | 4:8  | 816   | 39    | 20,92 | 28,57  | 109 |
| 6     | Josef Bolz          | 4:8  | 597   | 44    | 13,56 | 14,28  | 66  |
| 7     | ? Schnoor           | 1:11 | 519   | 68    | 7,63  | 7,40   | 44  |

| Platz | Name                | MP   | Pkte. | Aufn. | GD    | BED   | HS  |
| ----- | ------------------- | ---- | ----- | ----- | ----- | ----- | --- |
| 1     | August Tiedtke      | 12:0 | 900   | 51    | 17,64 | 30,00 | 72  |
| 2     | Werner Sorge        | 10:2 | 864   | 57    | 15,15 | 25,00 | 113 |
| 3     | Siegfried Spielmann | 6:6  | 662   | 42    | 15,76 | 30,00 | 106 |
| 4     | Gerd Thielens       | 6:6  | 777   | 72    | 10,79 | 16,66 | 64  |
| 5     | Josef Bolz          | 5:7  | 572   | 69    | 8,28  | 9,37  | 61  |
| 6     | ? Schnoor           | 2:10 | 599   | 68    | 8,80  | 12,50 | 51  |
| 7     | Karl Grond          | 1:11 | 605   | 69    | 8,76  | 9,37  | 50  |

| Platz | Name                | MP   | Pkte. | Aufn. | GD   | BED  | HS |
| ----- | ------------------- | ---- | ----- | ----- | ---- | ---- | -- |
| 1     | Josef Bolz          | 10:2 | 288   | 104   | 2,76 | 4,54 | 33 |
| 2     | August Tiedtke      | 8:4  | 288   | 73    | 3,94 | 6,25 | 24 |
| 3     | Siegfried Spielmann | 8:4  | 253   | 98    | 2,58 | 4,54 | 19 |
| 4     | Werner Sorge        | 6:6  | 265   | 103   | 2,57 | 4,54 | 20 |
| 5     | Gerd Thielens       | 4:8  | 230   | 85    | 2,70 | 5,55 | 21 |
| 6     | Karl Grond          | 4:8  | 235   | 97    | 2,42 | 2,77 | 17 |
| 7     | ? Schnoor           | 2:10 | 187   | 98    | 1,90 | 2,63 | 14 |

| Platz | Name                | MP   | Pkte. | Aufn. | GD    | BED   | HS |
| ----- | ------------------- | ---- | ----- | ----- | ----- | ----- | -- |
| 1     | August Tiedtke      | 10:2 | 563   | 53    | 10,62 | 20,00 | 64 |
| 2     | Gerd Thielens       | 9:3  | 557   | 55    | 10,12 | 33,33 | 50 |
| 3     | Josef Bolz          | 8:4  | 546   | 60    | 9,10  | 33,33 | 78 |
| 4     | Werner Sorge        | 6:6  | 515   | 54    | 9,53  | 12,50 | 54 |
| 5     | Siegfried Spielmann | 5:7  | 434   | 44    | 9,86  | 16,66 | 54 |
| 6     | Karl Grond          | 4:8  | 425   | 56    | 7,58  | 12,50 | 35 |
| 7     | ? Schnoor           | 0:12 | 337   | 74    | 4,55  | -     | 26 |

| Platz | Name                | MP   | Pkte. | Aufn. | GD    | BED   | HS |
| ----- | ------------------- | ---- | ----- | ----- | ----- | ----- | -- |
| 1     | August Tiedtke      | 12:0 | 120   | 133   | 0,902 | 1,428 | 6  |
| 2     | Gerd Thielens       | 8:4  | 104   | 200   | 0,520 | 0,800 | 4  |
| 3     | Werner Sorge        | 8:4  | 105   | 262   | 0,400 | 0,444 | 4  |
| 4     | Siegfried Spielmann | 6:6  | 98    | 211   | 0,464 | 0,800 | 7  |
| 5     | ? Schnoor           | 5:7  | 88    | 228   | 0,385 | 0,555 | 3  |
| 6     | Josef Bolz          | 2:10 | 81    | 237   | 0,341 | 0,425 | 4  |
| 7     | Karl Grond          | 1:11 | 59    | 219   | 0,269 | 0,357 | 6  |